# Lyten
Lyten, Inc. är ett amerikanskt uppstartsbolag med huvudkontor i San Jose, Kalifornien som är verksamt inom tillverkning och utveckling av batterier. Företaget grundades 2015 av William Wraith III, Dan Cook, Scott Mobley och svensken Lars Herlitz för kommersialisering av ett material som företaget kallar 3D-grafen. Den främsta produkten är batterier baserade på litium–svavelkemi, där 3D-grafen används i katodmaterialet tillsammans med svavel. Den teoretiska energitätheten är fyra gånger högre än i litiumjonbatterier.
Bland de investerare som företaget självt listar finns logistikföretaget Fedex, fordonstillverkaren Stellantis och industriföretaget Honeywell. Totalt hade Lyten till och med juli 2025 tagit in 625 miljoner dollar i riskkapital.
Under 2024 påbörjade Lyten bygget av en kommersiell tillverkningsanläggning för litium–svavelbatterier i Reno, Nevada. Företaget planerar att investera en miljard dollar för att nå en årsproduktion av 10 gigawattimmar 2032.
Efter konkurrerande Northvolts ekonomiska problem 2024 köpte Lyten tillgångarna i det amerikanska dotterbolaget Cuberg baserat i San Leandro, Kalifornien. Efter att Northvolt försattes i konkurs 2025 ingick Lyten först avtal om att köpa Northvolts polska dotterbolag för energilagringsteknik, och senare i augusti samma år meddelades att man också ingått ett avtal med konkursförvaltaren om att köpa resterande tillgångar i konkursboet för en okänd summa. Affären inkluderar fabriken Northvolt Ett i Skellefteå, utvecklingsanläggningen i Västerås liksom Northvolts andelar i projekten Northvolt Drei i Heide i Tyskland och Northvolt Six i Québec, liksom alla kvarvarande immateriella tillgångar. Affären förväntas avslutas i oktober 2025. Enligt Lyten planerar man först att återstarta produktionen av litiumjonbatterier i Skellefteå, för att senare konvertera ett antal produktionslinjer till litium–svavelbatterier.